# Саррацениевые
Саррацениевые (лат. Sarraceniaceae) — семейство хищных растений порядка Верескоцветные (Ericales). Включает три современных рода.

## Описание
Многолетние корневищные болотные травянистые насекомоядные растения. Нижние листья чешуйчатые; над ними — розетка из короткочерешковых ловчих листьев (кувшин или урна с отверстиями наверху). Членики сосудов с лестничной перфорацией.
Цветки обоеполые, спироциклические. Тычинки свободные. Пыльники интрорзные. Плод — коробочка. Семена многочисленные.

## Представители
- †Archaeamphora Li — вымершее растение, единственный известный вид — Archaeamphora longicervia.
- Darlingtonia Torr. (Дарлингтония) — происходит из Северной Америки, включает один вид, Darlingtonia californica.
- Heliamphora Benth. (Гелиамфора) — происходит из Южной Америки, включает более 15 видов, типовой вид — Heliamphora nutans.
- Sarracenia L. (Саррацения) — происходит из Северной Америки, включает 8—11 видов, типовой вид — Sarracenia purpurea L. (Саррацения пурпурная).